# 吴微 (1953年)
吴微（1953年—），男，黑龙江牡丹江人，中华人民共和国数学家，大连理工大学教授。

## 生平
1953年，出生于黑龙江省牡丹江市。1977年，毕业于吉林大学数学系计算数学专业。1981年，在吉林大学数学系获理学硕士学位，留校担任助教。1987年，在英国牛津大学数学系获理学博士学位。1987年至1990年，在英国巴斯大学从事博士后研究。1998年，受聘为大连理工大学教授、博士生导师。2013年，调入新成立的大连理工大学盘锦校区。
2002年，当选辽宁省数学会副理事长。2004年，当选中国数学会第九届理事会理事。2009年2月，受聘为国务院学位委员会第六届学科评议组成员。2011年3月，受聘为宝鸡文理学院特聘教授。

## 出版物
- 吴微. . 北京: 科学出版社. 1993. ISBN 7030039874.